# Wieltje (paddenstoel)
Het wieltje (Marasmius rotula) is een niet-eetbare paddenstoel die behoort tot de familie Marasmiaceae. Het wieltje komt voor op dode takjes, twijgen en wortels van loofbomen en zeldook naaldbomen in bossen, parken en lanen. Het heeft een voorkeur voor vochtige bodem.

## Kenmerken

### Uiterlijke kenmerken
Hoed
De hoed van de paddenstoel 4-15 mm groot. Het is wit tot witachtig bleek van kleur. Het heeft een grijsachtige tint in het midden. De vorm is bol, maar in het midden plat en iets ingedeukt. 
Lamellen
De lamellen zijn sterk oplopend en aan elkaar vast tot een kraag die rond de punt van de steel loopt. 
Steel
De dunne steel heeft een donkerbruine kleur, maar heeft bij de aanhechting met de hoed een lichte kleur. De steel is 20-70 mm lang en 0,3-1 mm dik.

### Microscopische kenmerken
De lang-elliptische sporen zijn wit en 7–10 × 3,5–5 µm groot.

## Verspreiding
Het wieltje heeft een Boreosubtropisch tot Boreaal verspreidingsgebied. Het kan worden gevonden in het Holarctisch gebied, maar ook in Noord-India, West-Pakistan en Iran. In het Holarctische gebied kan het worden gevonden in Noord-Amerika, Europa (inclusief de Canarische Eilanden) en in Noord-Azië (Siberië, Japan). In Europa strekt het verspreidingsgebied zich uit van Groot-Brittannië en Frankrijk in het westen tot Estland en de Oeral in Rusland en Oekraïne in het oosten en zuiden tot Spanje, Italië, Servië, Bulgarije en Roemenië en in het noorden tot de Hebriden, Noorwegen en Zweden.
In Nederland komt de soort zeer algemeen voor. Het staat niet op de rode lijst en het is niet bedreigd.

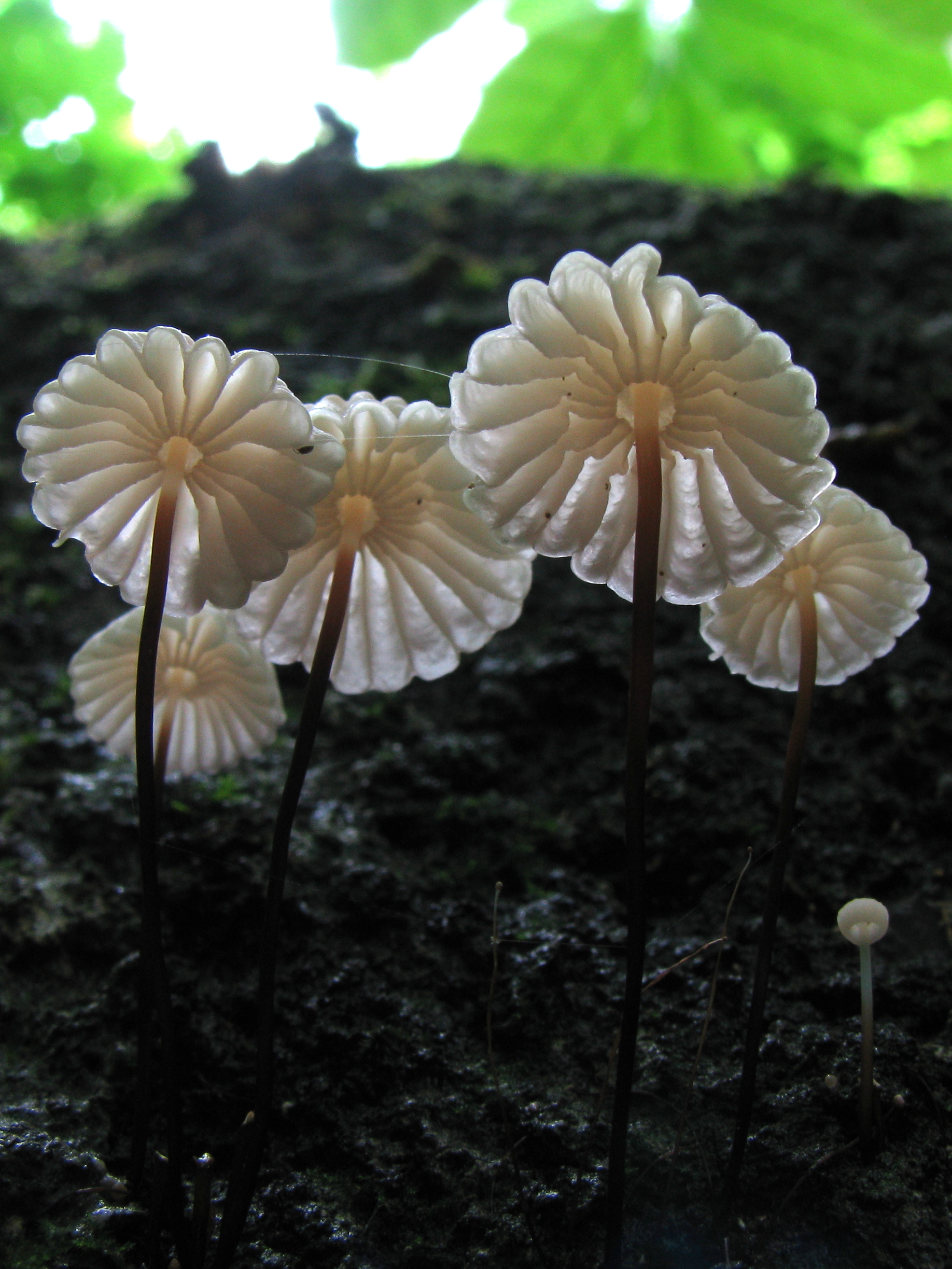
Onderkant van de hoed